# 九龍區專線小巴67線
九龍區專線小巴67線為香港一條已取消的專綫小巴路線，由友文投資營辦，循環往來斧山(平定道)及竹園邨。

## 歷史
- 1994年8月26日：運輸署公開招標8組共21條專綫小巴新路線，此路線與65及66S編為同一組。[1]
- 1995年11月5日：67線投入服務。[2]
- 1996年5月12日：因客量嚴重不足，車費收入只能支付成本兩成，此路線停辦。[2]

## 服務時間及班次
斧山(平定道)開：07:00-20:00 (12-15分鐘一班)

## 收費
全程收費：$4
- 平定道來往鳳德邨：$3
- 鳳德邨來往天宏苑/竹園：$3

## 行車路線
途經：平定道,斧山道,鳳德道,沙田坳道,黃大仙道,馬仔坑道,竹園道,雅竹街,黃大仙道,沙田坳道, 鳳德道, 斧山道及平定道。

## 客量
此路線取消前的每天乘客量約250人次，載客量不足30%。